# رد ونچرز
رد ونچرز (انگلیسی: Red Ventures) یک شرکت رسانه‌ای آمریکایی است که از ۳۰ اکتبر ۲۰۲۲ مالکیت جاینت بامب، لونلی پلانت، سی‌نت، زددی‌نت، تی‌وی گاید، متاکریتیک، گیم‌اسپات، گیم‌فاکس، The Points Guy و Chowhound را در اختیار دارد.